# Падри-Бернарду
Падри-Бернарду (порт. Padre Bernardo) — муниципалитет в Бразилии, входит в штат Гояс. Составная часть мезорегиона Восток штата Гойяс. Входит в экономико-статистический микрорегион Энторну-ду-Дистриту-Федерал. Население составляет 25 220 человек на 2006 год. Занимает площадь 3137,903 км². Плотность населения — 8,0 чел./км².

## История
Город основан 9 мая 1964 года.

## Статистика
- Валовой внутренний продукт на 2003 год составляет 100 392 351,00 реалов (данные: Бразильский институт географии и статистики).
- Валовой внутренний продукт на душу населения на 2003 год составляет 4268,38 реалов (данные: Бразильский институт географии и статистики).
- Индекс развития человеческого потенциала на 2000 год составляет 0,705 (данные: Программа развития ООН).

## География
Климат местности: тропический. В соответствии с классификацией Кёппена, климат относится к категории Aw.